# Christian Land
Christian Land (* im 20. Jahrhundert) ist ein deutscher Motorsportteam-Manager und ehemaliger Automobilrennfahrer.
Er ist der Sohn von Wolfgang Land und der Bruder von Jochen Land.

## Karriere
Christian Land fuhr 2002, 2003 und 2007 im Porsche Carrera Cup Deutschland. In den beiden Jahren 2002 und 2007 trat er im Porsche-Markenpokal als Gaststarter an. 2003 ging er bei vier Rennen an den Start und belegte mit neun Punkten zum Saisonende den 21. Platz.
Land startete 2003 im Rahmen der FIA-GT-Meisterschaft beim 24-Stunden-Rennen von Spa-Francorchamps mit einem Porsche 911 GT3 Cup (Typ 996). Das Rennen beendete er mit seinen Fahrerkollegen für Land Motorsport mit dem 12. Platz in der Gesamtwertung.
2011 trat er nochmals mit einem Porsche 911 GT3 R beim 24-Stunden-Rennen von Dubai an. Im selben Jahr fuhr er zusammen mit Jaap van Lagen und Wolf Nathan mit einem Porsche 911 GT3 Cup (Typ 997) beim 24-Stunden-Rennen von Zolder, das er jedoch nicht beenden konnte.
Christian Land ist als Teammanager und Leiter Technik im Team Land Motorsport von seinem Vater tätig. Der bislang größte Erfolg des Teams war der Gewinn der Fahrer- und der Teamwertung der ADAC GT Masters 2016.